# میگل رامیرز
میگل رامیرز (اسپانیایی: Miguel Ramírez‎؛ زادهٔ ۱۱ ژوئن ۱۹۷۰) یک بازیکن فوتبال اهل شیلی است.

## تیم ملی
وی همچنین در تیم ملی فوتبال شیلی بازی کرده‌است.